# Sonic Prime
 (juillet 2023).
La mise en forme du texte ne suit pas les recommandations de Wikipédia : il faut le « wikifier ».
Les points d'amélioration suivants sont les cas les plus fréquents. Le détail des points à revoir est peut-être précisé sur la page de discussion.
- Les titres sont pré-formatés par le logiciel. Ils ne sont ni en capitales, ni en gras.
- Le texte ne doit pas être écrit en capitales (les noms de famille non plus), ni en gras, ni en italique, ni en « petit »…
- Le gras n'est utilisé que pour surligner le titre de l'article dans l'introduction, une seule fois.
- L'italique est rarement utilisé : mots en langue étrangère, titres d'œuvres, noms de bateaux, etc.
- Les citations ne sont pas en italique mais en corps de texte normal. Elles sont entourées par des guillemets français : « et ».
- Les listes à puces sont à éviter, des paragraphes rédigés étant largement préférés. Les tableaux sont à réserver à la présentation de données structurées (résultats, etc.).
- Les appels de note de bas de page (petits chiffres en exposant, introduits par l'outil «  Source ») sont à placer entre la fin de phrase et le point final[comme ça].
- Les liens internes (vers d'autres articles de Wikipédia) sont à choisir avec parcimonie. Créez des liens vers des articles approfondissant le sujet. Les termes génériques sans rapport avec le sujet sont à éviter, ainsi que les répétitions de liens vers un même terme.
- Les liens externes sont à placer uniquement dans une section « Liens externes », à la fin de l'article. Ces liens sont à choisir avec parcimonie suivant les règles définies. Si un lien sert de source à l'article, son insertion dans le texte est à faire par les notes de bas de page.
- La présentation des références doit suivre les conventions bibliographiques. Il est recommandé d'utiliser les modèles {{Ouvrage}}, {{Chapitre}}, {{Article}}, {{Lien web}} et/ou {{Bibliographie}}. Le mode d'édition visuel peut mettre en forme automatiquement les références.
- Insérer une infobox (cadre d'informations à droite) n'est pas obligatoire pour parachever la mise en page.

Pour une aide détaillée, merci de consulter Aide:Wikification.
Si vous pensez que ces points ont été résolus, vous pouvez retirer ce bandeau et améliorer la mise en forme d'un autre article.
 (novembre 2022).
Si vous disposez d'ouvrages ou d'articles de référence ou si vous connaissez des sites web de qualité traitant du thème abordé ici, merci de compléter l'article en donnant les références utiles à sa vérifiabilité et en les liant à la section « Notes et références ».
Sonic Boom
Sonic Prime est une série d'animation américano-canadienne en animation 3D produite par Man of Action, en collaboration avec WildBrain, Netflix Animation et Sega of America. Basée sur la série de jeux vidéo Sonic the Hedgehog créée par Sega, il s'agit de la sixième série de la franchise.
La série est diffusée depuis le 15 décembre 2022 sur Netflix, puis en France  sur la chaîne NickToons le 21 juillet 2025.

## Synopsis
Sur Green Hill, Sonic et ses camarades doivent combattre le Dr Eggman, qui cherche à s'emparer du Prisme du Paradoxe, un puissant joyau possédant d'incroyables pouvoirs. Malheureusement, le hérisson bleu détruit accidentellement le prisme, ce qui fait qu'il voyage dans des dimensions parallèles et rencontre ses amis avec des personnalités différentes. Notre héros va devoir rassembler les morceaux du Prisme avant que il ne soit trop tard.

## Production
Le 9 décembre 2020, il a été annoncé qu'une série animée en 3D basée sur la série Sonic the Hedgehog était en cours de développement par Man of Action et WildBrain. Cependant, l'annonce a été rapidement retirée par sa source.
Le 1er février 2021, un communiqué de presse a été publié, révélant que Sonic Prime sera animé au studio de WildBrain à Vancouver. Sega et WildBrain participeront conjointement à la production, à la distribution et à la licence, tandis que Man of Action agira en tant que showrunners et producteurs exécutifs de la série. Sonic Prime devrait avoir 24 épisodes et sortira en 2022 sur Netflix. Au cours du mois de mars 2021, Betty Kwong (Ninjago and The Lego Star Wars Holiday Special) et Nicholas Kole (Crash Bandicoot 4: It's About Time et Spyro Reignited Trilogy) sont révélés en tant que designers pour la série.
Le 25 février 2021, SEGA Sammy a révélé dans une séance de questions-réponses qu'elle ne s'attendait pas à obtenir de gains financiers directs de Sonic Prime. Au lieu de cela, il sera utilisé pour attirer l'attention sur la propriété Sonic et son déploiement à multiples facettes, en la "renduisant". Il n'y a également aucun plan pour transformer la série en un jeu vidéo, comme Sonic Boom.
Le 27 mai 2021, lors de la présentation de Sonic Central, Joe Kelly a donné un bref résumé de la prochaine émission : "Sonic sera poussé dans une aventure à grande vitesse, à travers l'étrange et mystérieux Shatterverse. C'est à Sonic de sauver l'univers et de vivre des moments de découverte de soi et de rédemption en cours de route." Il a déclaré plus tard qu'il y aurait plus d'informations à une date ultérieure, l'une d'entre elles étant l'explication du nouveau logo Eggman Empire derrière lui. Plus tard, le 23 juin, des illustrations conceptuelles liées à Sonic Prime ont été révélées dans le portfolio de Patrick Horan, l'un des designers de la série. Cependant, le site a été supprimé peu de temps après avoir été remarqué. Le 9 octobre 2021, l'écrivain de Man of Action Duncan Rouleau a annoncé sur Twitter que Ian Flynn avait été embauché comme consultant pour l'émission.
Le 3 mai 2022, un teaser de l'émission serait présenté à la fin de l'aperçu "Netflix After School" de Netflix pour 2022, ainsi que d'autres animations à venir. Plus tard, le 26 mai 2022, Netflix a annoncé que Sonic Prime serait présenté le 10 juin 2022 dans le cadre de leur événement "Netflix Geeked". Au cours de cet événement, un autre aperçu du spectacle a été montré, présentant Big the Cat et Froggy, ainsi que quelques autres détails de l'intrigue sur le spectacle. Il a également été révélé que la série mettra en vedette une "caste réinventée" et Sonic comme il n'a jamais été vu auparavant.
Le 7 juin 2022, Sonic Prime a été présenté une fois de plus sur la présentation vidéo de Sonic Central, où une promotion de l'émission a été présentée, ainsi qu'un aperçu présentant Shadow se précipitant à travers Green Hill.
Le 18 août 2022, lors d'une interview accordée au site d'information japonais Pia, Toru Nakahara a mentionné en passant que Sonic Prime "commencierait à partir de décembre", confirmant une date de sortie approximative pour l'émission.
Le 8 septembre 2022, WildBrain publierait un article révélant plus de détails sur l'intrigue de Sonic Prime, ainsi que l'annonce de plusieurs articles promotionnels pour l'émission de la société "Pocket Money Items" (PMI). L'article a également confirmé que d'autres entreprises, telles que Ravensburger et E Plus M, produiraient également des marchandises pour promouvoir le salon.
Le 20 septembre 2022, il a été annoncé que la série ferait ses débuts avec un épisode de 40 minutes et sept épisodes de 20 minutes.
Le 27 octobre 2022, il a été révélé que Sonic Prime sortira le 15 décembre 2022. Des affiches de personnages, y compris des personnages nouvellement révélés Knuckles, Tails, Amy et Rouge, ont également été publiées. Une bande-annonce a également été publiée plus tard dans la journée, révélée pour la première fois par le biais de la diffusion en direct Twitch de Netflix Geeked.
Le 17 novembre 2022, la bande-annonce officielle a été diffusée tôt, et plus tard dans la diffusion en direct Twitch de Netflix Geeked, où un concours de fanart a également été organisé.
Le 23 juin 2023, à l'occasion de l'anniversaire du héros, lors du Sonic Central de la même date, est diffusée la bande-annonce officielle de la deuxième saison de Sonic Prime. Une nouvelle version de Metal Sonic y fera son apparition.

## Diffusion
Le premier épisode de la première saison a été projeté en avant-première sur Roblox via le jeu Sonic Speed Simulator le 9 décembre 2022, soit six jours avant que l'intégralité de la première saison soit diffusé sur Netflix,.
Celle de la deuxième saison a été publié en avant-première sur YouTube le 4 juillet 2023 avec les sous-titres français, anglais, espagnol, allemand et portugais (puis un jour après, une piste audio contenant un doublage des langues citées précédemment) sur la chaîne Netflix After School, soit neuf jours avant la date prévue sur Netflix.
Et celle de la troisième saison a aussi été publié en avant-première sur YouTube le 5 janvier 2024 avec la piste audio et sous-titres français, anglais, espagnol, allemand et portugais sur la chaîne Netflix After School, soit six jours avant la date prévue sur Netflix.

## Distribution

### Voix originales
Sauf indication contraire, les informations mentionnées dans cette section peuvent être confirmées par la base de données cinématographiques IMDb,  présente dans la section « Liens externes ».
- Deven Mack : Sonic, Chaos Sonic, Orbot et Cubot
- Brian Drummond : Dr. Eggman, Dr Done-It et d'autres formes alternatives
- Ashleigh Ball : Tails et ses formes alternatives
- Adam Nurada : Knuckles
- Shannon Chan-Kent : Amy Rose et ses formes alternatives
- Ian Hanlin : Shadow, Big et ses formes alternatives
- Kazumi Evans : Rouge et ses formes alternatives
- Vincent Tong : Les autres formes alternatives d'Eggman et de Knuckles
- Sean McLoughlin : Jack

### Voix françaises
- Alexandre Gillet : Sonic
- Marc Bretonnière : Dr Eggman, Dr Atoufé et d'autres formes alternatives
- Marie-Eugénie Maréchal : Tails et ses formes alternatives
- Sébastien Desjours : Knuckles et ses formes alternatives
- Naïké Fauveau : Amy Rose et ses formes alternatives
- Charlotte Correa : Rouge et ses formes alternatives
- Benoît Du Pac : Shadow
- Antoine Nouel : Dr Ego, Big et ses formes alternatives
- Benjamin Pascal : Dr Blasé, Orbot, Cubot et Jack
- Philippe Bozo : Chaos Sonic

## Épisodes

### Première saison (2022)
L'intégralité de la première saison est sortie le 15 décembre 2022.
1. Sur les ruines (Shattered)
2. Mauvais rêve (The Yoke's on You)
3. Sauve qui peut ! (Escape from New Yoke)
4. La loi de la jungle (Unwelcome to the Jungle)
5. L'arbre qui cache la forêt (Barking Up the Wrong Tree)
6. La situation est grave… (Situation: Grim)
7. Pas seul au monde (It Takes One to No Place)
8. Tous pour un (There's No ARRGH in "Team")

### Deuxième saison (2023)
L'intégralité de la deuxième saison est sortie le 13 juillet 2023.
1. L'océan du Néant (Avoid the Void)
2. Un combat dans le Bosquet (Battle in the Boscage)
3. Second souffle (Second Wind)
4. Sans issue (No Way Out)
5. Un phare dans le chaos (A Madness to Their Methods)
6. Double embrouille (Double Trouble)
7. On ne fait pas d’omelette… (Cracking Down)
8. L'ombre d'une chance (Ghost of a Chance)

### Troisième saison (2024)
L'intégralité de la troisième saison est sortie le 11 janvier 2024.
1. Sinistres nouvelles (Grim Tidings)
2. Le dôme de tous les espoirs (Dome Sweet Dome)
3. Pas d'échappatoire (No Escape)
4. Les neuf vies de Nine (Nine's Lives)
5. Affrontement au sommet (Home Sick Home)
6. Diaboli-queues (The Devil Is in the Tails)
7. Recommencement (From the Top)